# Make Some Noise (album)

Make Some Noise est le 3e album de Krystal Meyers, qui marque le changement de style entre l'ancienne Krystal et la nouvelle. Largement inspiré des années 1980, cet album contient 10 chansons (11 pour le Japon). Il a débuté no 20 au charts Billboard

## Liste des titres
1. Make Some Noise [écrivains: Krystal Meyers, Colleen Fitzpatrick, Michael Kotch, Dave Derby]
2. Love it Away [écrivains: Krystal Meyers, Lynn Nichols, Josiah Bell, Stephanie Lewis, Robert Marvin]
3. Shine [écrivains: Krystal Meyers, Josiah Bell, Robert Marvin, Aaron Rice]
4. S.O.S. [Krystal Meyers, Ian Eskelin]
5. Feels So Right [Krystal Meyers, Josiah Bell, Robert Marvin, Adam Smith, David May]
6. My Freedom [Krystal Meyers, Phillip Larue, Paul Moak]
7. Beautiful Tonight  [Krystal Meyers, Adam Smith]
8. Up To You  [Krystal Meyers, Josiah Bell, Robert Marvin, Brian West]
9. You'll Never Know  [Krystal Meyers, Ian Eskelin]
10. In Your Hands  [Krystal Meyers, Josiah Bell, Robert Marvin, David May]

iTunes Edition Deluxe
1. Sweet Dreams
2. Make Some Noise (version Indonésienne)
3. Make Some Noise (version en Mandarin)
4. Make Some Noise (version Thailandaise)

Make Some Noise (Vidéo)
Digital Booklet